# Bothriocline grindeliifolia
Bothriocline grindeliifolia là một loài thực vật có hoa trong họ Cúc. Loài này được O.Hoffm. ex Engl. mô tả khoa học đầu tiên.